# Torneo Supercup 2006
Il Torneo Supercup 2006 si è svolto dal 4 al 5 agosto 2006.
Gli incontri si sono svolti nell'impianto Schmeling-Halle, sito nella città di Berlino.

## Squadre partecipanti
1. Francia
2. Germania
3. Italia
4. Turchia

## Risultati
- Semifinali

| Berlino 4 agosto 2006 | Germania | 70 – 56 | Turchia | Schmeling-Halle |

| Berlino 4 agosto 2006 | Francia | 65 – 79 | Italia | Schmeling-Halle |

- Finali

| Berlino 5 agosto 2006 | Turchia | 89 – 76 | Francia | Schmeling-Halle |

| Berlino 5 agosto 2006 | Germania | 65 – 70 | Italia | Schmeling-Halle |

## Classifica
| -  | Team     |
| -- | -------- |
| 1. | Italia   |
| 2. | Germania |
| 3. | Turchia  |
| 4. | Francia  |